# Aeropuerto Internacional de Krabi
El Aeropuerto Internacional de Krabi (en tailandés: ท่าอากาศยานนานาชาติกระบี่) (IATA: KBV, ICAO: VTSG) es el nombre que recibe un aeropuerto que sirve a la localidad de Krabi, en la parte meridional del país asiático de Tailandia. Se encuentra a unos 7 kilómetros ( 4 millas) al este del centro de la ciudad .
Tiene vuelos a diferentes países incluyendo China, Malasia, Rusia, Corea del Sur, Singapur, Finlandia, moviendo un total de pasajeros de 2.700.095 según cifras del año 2014.